# 2023年欧洲小国运动会网球比赛
2023年欧洲小国运动会网球比赛是2023年欧洲小国运动会的一个比赛项目，于2023年5月29日至6月3日在马耳他马尔萨体育俱乐部举行。

## 奖牌榜
*   主办国家/地区（馬爾他）
| 排名                     | 国家 / 地区              | 金牌 | 銀牌 | 銅牌 | 总计 |
| ------------------------ | ------------------------ | ---- | ---- | ---- | ---- |
| 1                        | 馬爾他（MLT）*           | 3    | 1    | 2    | 6    |
| 2                        | 賽普勒斯（CYP）          | 1    | 1    | 3    | 5    |
| 3                        | 安道尔（AND）            | 1    | 0    | 0    | 1    |
| 4                        | 盧森堡（LUX）            | 0    | 2    | 2    | 4    |
| 5                        | 摩納哥（MON）            | 0    | 1    | 1    | 2    |
| 总计（共5个国家 / 地区） | 总计（共5个国家 / 地区） | 5    | 5    | 8    | 18   |

## 奖牌项目
| 项目     | 金牌                                                 | 银牌                                                 | 铜牌                                                |
| 男子单打 | 马蒂亚·佩科蒂奇 · 马耳他（MLT）                      | 卢卡斯·卡塔里纳 · 摩纳哥（MON）                      | 斯泰利亚诺斯·赫里斯托祖卢 · 賽普勒斯（CYP）         |
| 男子单打 | 马蒂亚·佩科蒂奇 · 马耳他（MLT）                      | 卢卡斯·卡塔里纳 · 摩纳哥（MON）                      | 彼得罗斯·赫里索霍斯 · 賽普勒斯（CYP）               |
| 女子单打 | 维多利亚·希门尼斯·卡辛采娃 · 安道尔（AND）           | 弗朗西斯卡·库尔米 · 马耳他（MLT）                    | 伊莱恩·热诺维塞 · 马耳他（MLT）                     |
| 女子单打 | 维多利亚·希门尼斯·卡辛采娃 · 安道尔（AND）           | 弗朗西斯卡·库尔米 · 马耳他（MLT）                    | 玛丽·韦克勒 · 卢森堡（LUX）                         |
|          |                                                      |                                                      |                                                     |
| 男子双打 | 馬爾他 · 马修·阿夏克 · 马蒂亚·佩科蒂奇               | 賽普勒斯 · 塞尔吉斯·基拉齐斯 · 埃莱夫特里奥斯·内奥斯 | 盧森堡 · 拉斐尔·卡尔齐 · 亚历克斯·克纳夫            |
| 男子双打 | 馬爾他 · 马修·阿夏克 · 马蒂亚·佩科蒂奇               | 賽普勒斯 · 塞尔吉斯·基拉齐斯 · 埃莱夫特里奥斯·内奥斯 | 摩納哥 · 卢卡斯·卡塔里纳 · 瓦朗坦·瓦舍罗            |
| 女子双打 | 馬爾他 · 弗朗西斯卡·库尔米 · 伊莱恩·热诺维塞         | 盧森堡 · 埃莉奥诺拉·莫利纳罗 · 玛丽·韦克勒           | 賽普勒斯 · 克利奥·玛丽亚·约安努 · 玛丽亚·康斯坦丁努 |
| 混合双打 | 賽普勒斯 · 玛丽亚·康斯坦丁努 · 埃莱夫特里奥斯·内奥斯 | 盧森堡 · 埃莉奥诺拉·莫利纳罗 · 亚历克斯·克纳夫       | 馬爾他 · 马修·阿夏克 · 伊莱恩·热诺维塞              |